# Персоніко
Персоніко (італ. Personico) — громада  в Швейцарії в кантоні Тічино, округ Левентіна.

## Географія
Громада розташована на відстані близько 130 км на південний схід від Берна, 22 км на північний захід від Беллінцони.
Персоніко має площу 38,9 км², з яких на 1,5% дозволяється будівництво (житлове та будівництво доріг), 4,6% використовуються в сільськогосподарських цілях, 64,9% зайнято лісами, 29% не є продуктивними (річки, льодовики або гори).

## Демографія
2019 року в громаді мешкало 331 особа (-4,1% порівняно з 2010 роком), іноземців було 17,8%. Густота населення становила 9 осіб/км².
За віковим діапазоном населення розподілялося таким чином: 16% — особи молодші 20 років, 59,8% — особи у віці 20—64 років, 24,2% — особи у віці 65 років та старші. Було 152 помешкань (у середньому 2,2 особи в помешканні).
Із загальної кількості 126 працюючих 8 було зайнятих в первинному секторі, 72 — в обробній промисловості, 46 — в галузі послуг.